# Arthur von Ferraris

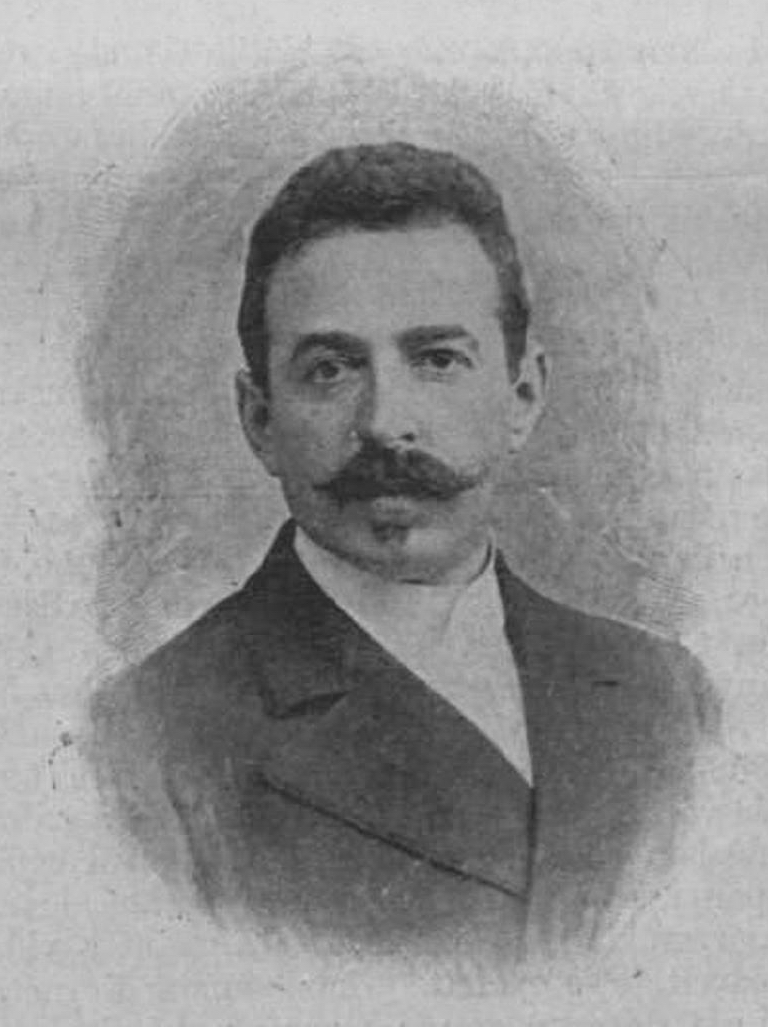
Arthur von Ferraris, 1898

Arthur von Ferraris (ungarisch Ferraris Artúr; * 13. Dezember 1856 in Galkowitz; † 1936 in Wien) war ein österreichisch-ungarischer Maler, der für seine Porträts und vor allem für seine Orientmalerei bekannt ist.

## Leben

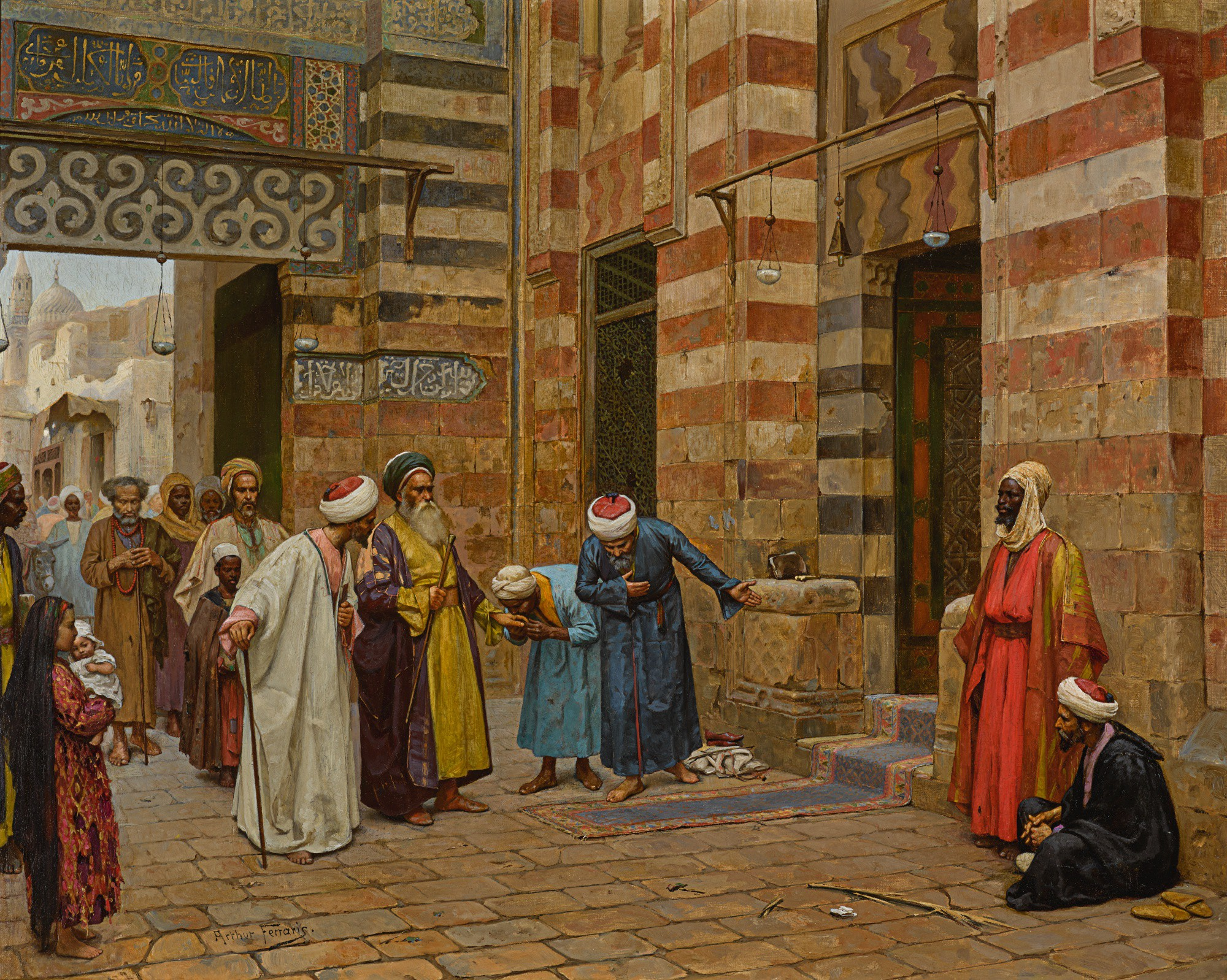
Arthur von Ferraris, Ankunft in der Moschee. Sotheby's (ex-Najd Collection)

Arthur von Ferraris wurde 1856 in Galkowitz geboren. Als Jugendlicher zog er nach Wien, wo er seine künstlerische Ausbildung begann. Sein erster Lehrer war der Wiener Porträtmaler Joseph Matthäus Aigner. Er blieb jedoch nicht lange in Wien, sondern ging 1876 nach Paris und studierte bei Jules-Joseph Lefebvre an der Académie Julian und anschließend bei Jean-Léon Gérôme an der École des Beaux-Arts. Beide Lehrer waren Vertreter der klassischen Kunstpädagogik und unterrichteten ihre Schüler zunächst im Zeichnen, dann im Malen. Bereits ein Jahr nach Beginn seines Studiums bei Gérôme stellte er 1881 im Salon des Artistes Français aus. Im Winter 1884/85 reist Arthur von Ferraris mit seinem Freund Ludwig Deutsch, einem ebenfalls in Paris lebenden österreichischen Maler, nach Ägypten und in den Sudan. Der Orientmaler Jean-Léon Gérôme hatte diese Reise angeregt. Von Ferraris und Deutsch verbrachten einen Winter in Kairo und kehrten mit einer Fülle von Zeichnungen, Ölskizzen und Fotografien nach Paris zurück.
Ende der 1880er Jahre hatte sich von Arthur von Ferraris mit einem anderen Orientmaler, Charles Wilda, ein Atelier am Boulevard de Clichy eingerichtet. Er malte weiterhin Gesellschaftsporträts und stellte viele davon auf dem jährlichen Pariser Salon aus. Auch seine orientalistischen Gemälde wurden Ende der 1880er und Anfang der 1890er Jahre regelmäßig im Salon ausgestellt. Arthur von Ferraris wurde auch auf den beiden Weltausstellungen, der Exposition Universelle in Paris 1889 und 1900, lobend erwähnt. Bei diesen internationalen Veranstaltungen stellte er seine Werke nicht in der französischen, sondern in der ungarischen Abteilung aus. Der Erfolg eines anekdotischen Genrebildes mit dem Titel Le Singe savant (Der weise Affe) auf dem Budapester Salon 1892 zeigt, dass von Ferraris den Kontakt zu Ungarn wiederhergestellt hatte. Ein Jahr später, 1893, verließ er Paris in Richtung Budapest, wo er die nächsten zwei Jahre blieb.
1894 verließ Arthur von Ferraris Budapest wieder und ging nach Wien. Neben Wien stellte von Ferraris auch in Düsseldorf, München und Berlin aus. Er reiste häufig in den Nahen Osten, kehrte nach Ägypten zurück, erkundete aber auch die Gebiete um das Tigris-Euphrat-Tal und Palästina. Sein Ruf als Gesellschaftsporträtist sicherte ihm weiterhin regelmäßige und lukrative Aufträge von internationalen Kunden. Er erhielt Aufträge in allen europäischen Hauptstädten. Er unternahm auch mehrere Reisen nach New York, wo er durch das Porträt von John Davison Rockefeller, dem Gründer von Standard Oil, in der dortigen Gesellschaft bekannt wurde.

## Werk

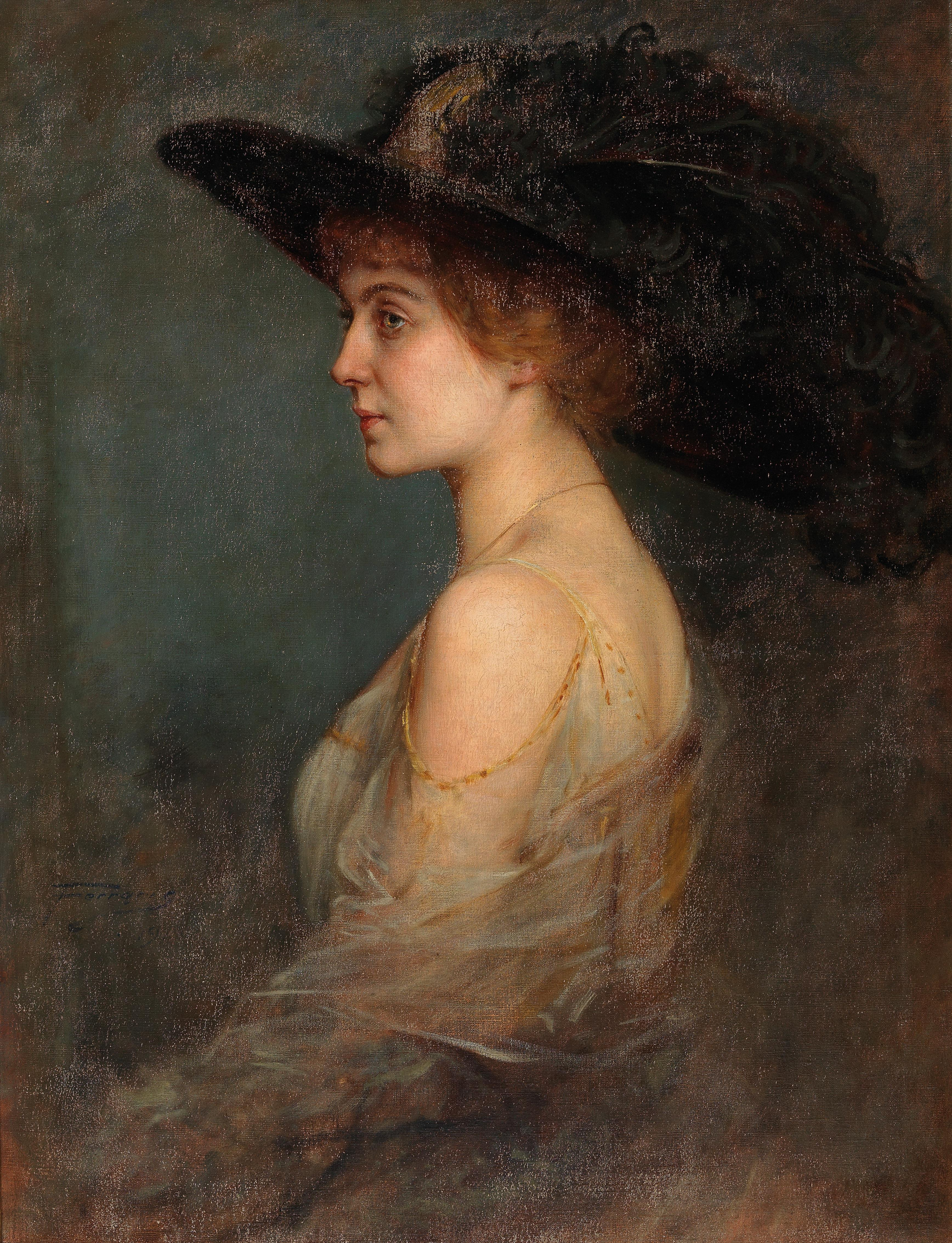
Profilportrait einer Dame mit großem federgeschmücktem Hut, 1913 (?). Dorotheum, Wien

Von Ferraris’ Werk umfasst Porträts von Persönlichkeiten seiner Zeit sowie Szenen aus dem Orient. Seine Gemälde zeichnen sich durch Detailtreue und eine realistische Darstellung aus. Beispiele: Fumeurs de narghilé (1887), À la mosquée El Azhar, Le Caire (1889), Visite du grand cheikh à l'université du Caire (1890), Un descendant du prophète (1891) und Bédouin chez le marchand d'armes (1893).